# Chiesa di Sant'Antonio da Padova (Busachi)
La chiesa di Sant'Antonio da Padova è un edificio religioso situato a Busachi, centro abitato della Sardegna centrale.
Edificata ai primi del 1600 e consacrata al culto cattolico, è sede dell'omonima parrocchia e fa parte della arcidiocesi di Oristano. Il campanile busachese, grazie ai suoi 40,62 metri di altezza e 41,42 metri con la croce è il secondo più alto della diocesi arborense, dopo quello della cattedrale di Oristano (41,23 metri; con la croce 44, 23 m.); Ortueri, invece, risulta al 4º posto ed è alto 37,43 metri, con la croce raggiunge i 39,63 metri. Il campanile di San Vero Milis, infine, raggiunge i 38,27 metri, posizionandosi al 3º posto; con la croce raggiunge i 39,57. I rilievi sono stati fatti eseguire il 28 giugno 2024 da don Ignazio Serra, incaricato diocesano per la Pastorale del Turismo, tempo libero e sport, al geometra Luca Urrai.

## Galleria d'immagini

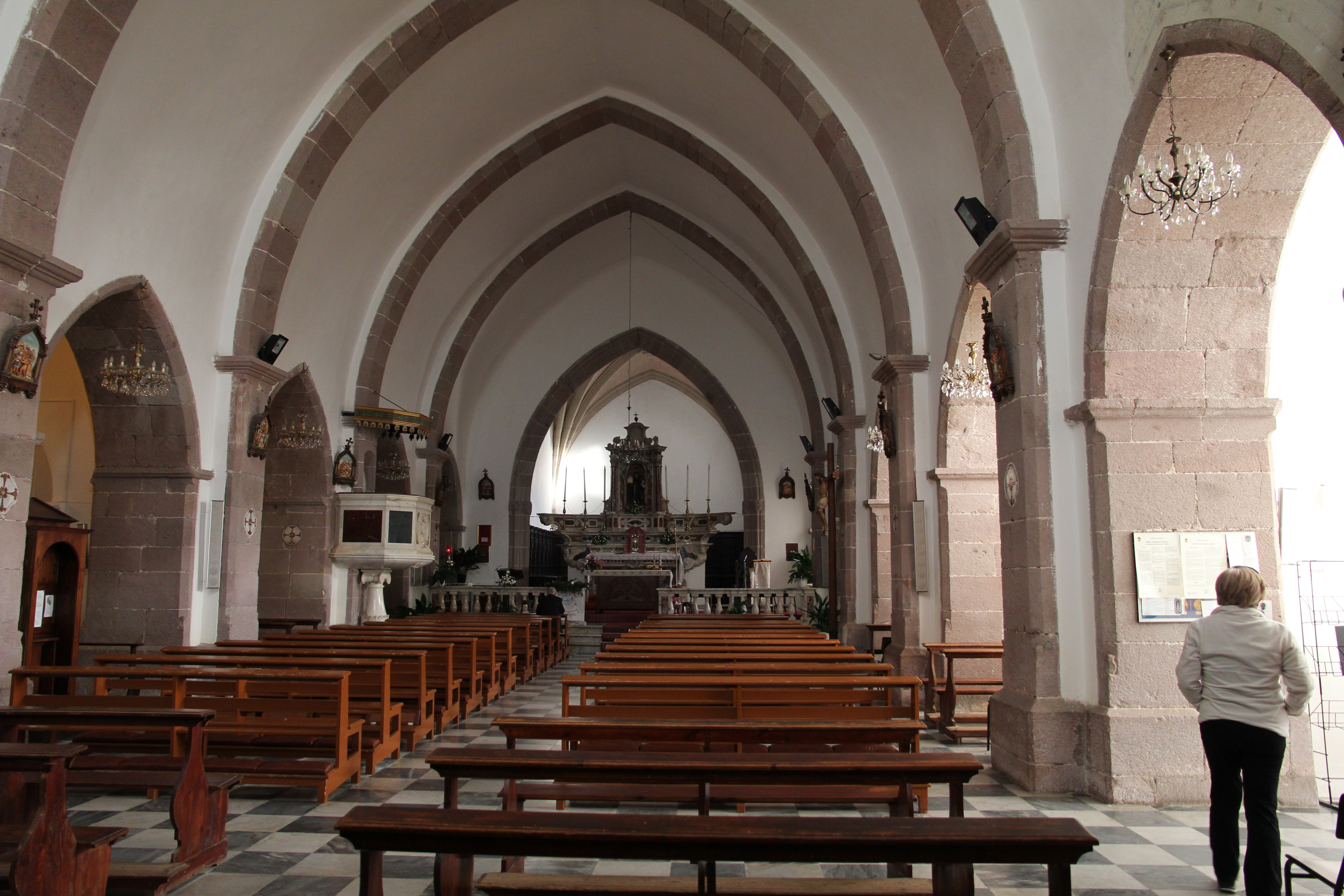
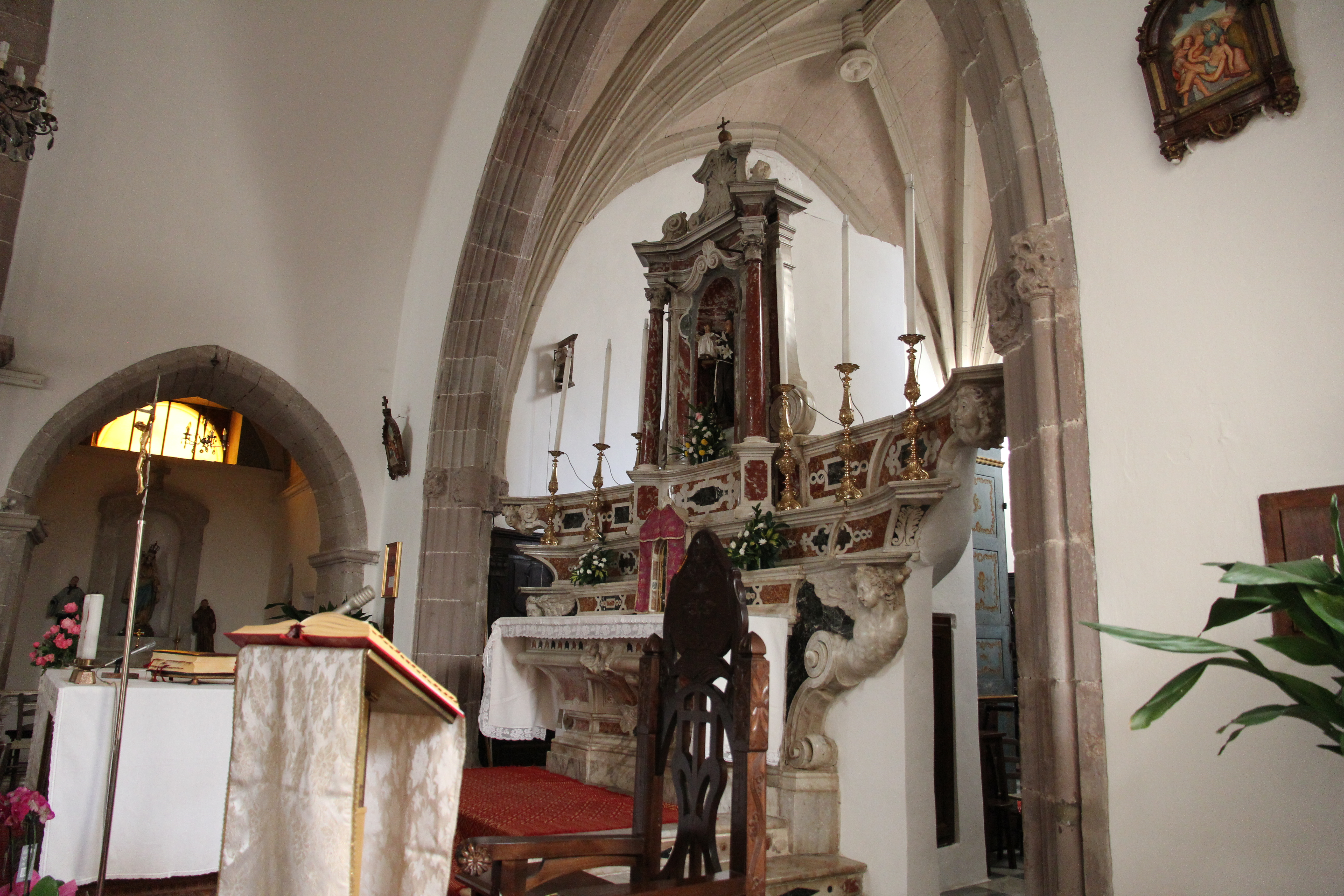
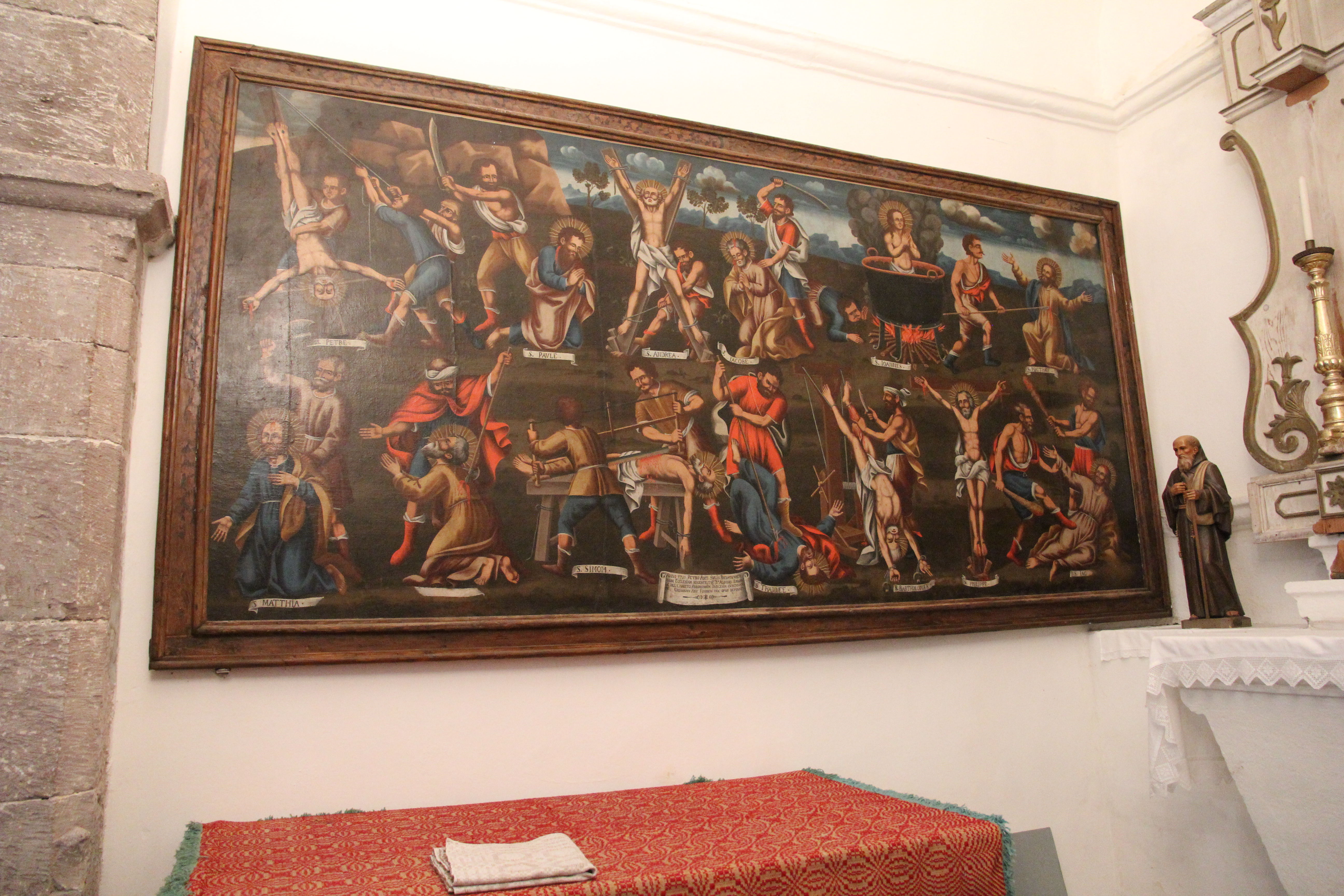
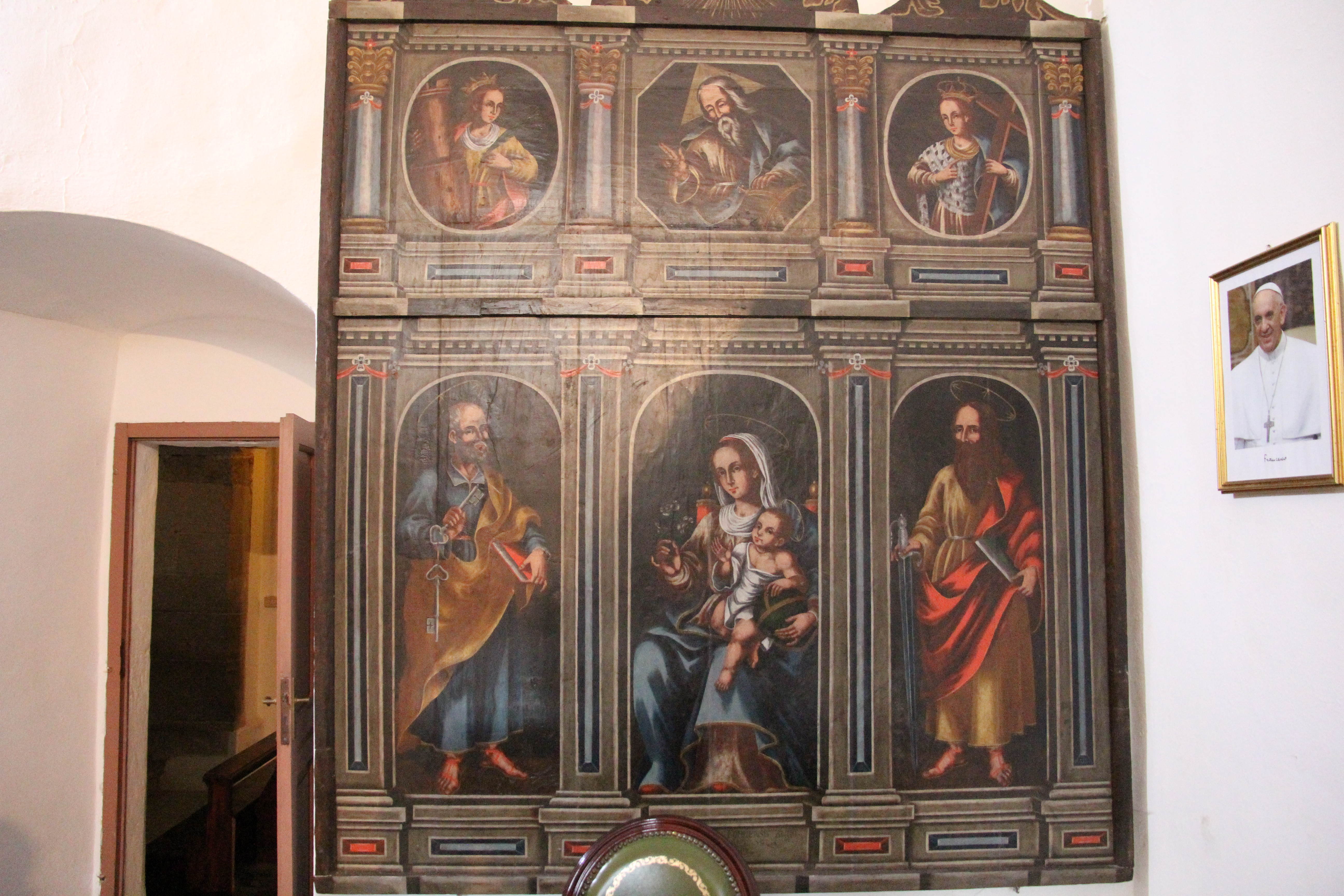